# Emanuele Boccali
Emanuele Boccali, detto Emanuele Greco (talvolta anche Manolo Boccali, in greco Μανόλης Μποκάλης; ultimo ventennio del XV secolo circa – Verona, 1516), è stato un condottiero e capitano di ventura greco naturalizzato italiano.

## Biografia
Emanuele Boccali nacque approssimativamente nell'ultimo ventennio del XV secolo, probabilmente in Italia, figlio del capitano di ventura Nicolò Boccali e dall'aristocratica albanese Caterina Arianiti Comneno, figlia di Giorgio e sorella di Costantino. Emanuele era fratello, inoltre, di Costantino Boccali, anch'egli capitano di ventura.
Poco e nulla si sa della sua giovinezza: dopo avere inizialmente militato agli ordini di suo zio Costantino Arianiti, il Boccali passò brevemente sotto le insegne del re di Francia e quindi del marchese del Monferrato, per poi passare, come già il padre, al servizio della Serenissima Repubblica di Venezia (1510).
Nel 1510 è ricordata una sua azione vittoriosa presso Cittadella, ma non poté portarsi alla difesa di Treviso assediata dalle truppe della Lega di Cambrai. Posto a capo di un manipolo di stradiotti, nel 1511 prese parte a uno scontro nei pressi di Noale: in quell'occasione, cadde in un'imboscata tesagli da alcune decine di armigeri francesi e tedeschi, ma riuscì a sopravvivere grazie al tempestivo intervento dei cavalleggeri di Meleagro da Forlì.
Passato al servizio di Massimiliano I d'Asburgo, nell'ottobre 1515 era condottiero di cento cavalieri leggeri, e, accampatosi presso Sabbioneta, fu attaccato e sconfitto dal capitano albanese Mercurio Bua (che, nel 1519, sarebbe diventato suo cognato, avendo egli preso in moglie Caterina, sorella del Boccali), al servizio di Venezia: il Greco si salvò trovando rifugio nel vicino castello.
Nel 1516 si trovava a Verona, assediata dall'esercito franco-veneto: qui, tra il luglio e l'agosto di quell'anno, il Boccali rimase ucciso da un colpo di alabarda, infertogli accidentalemente mentre cercava di sedare una violenta rissa scoppiata tra i suoi uomini e quelli del capitano Bernardino Calderaro.